# Angela Schmidt-Foster
Angela Schmidt-Foster (Woodstock, 6 gennaio 1960) è un'ex fondista canadese.

## Biografia
In Coppa del Mondo ottenne il primo risultato di rilievo il 15 gennaio 1982 a La Bresse (13ª) e l'unico podio il 10 gennaio 1987 a Calgary (3ª).
In carriera prese parte a quattro edizioni dei Giochi olimpici invernali, Lake Placid 1980 (29ª nella 5 km, 23ª nella 10 km, 8ª nella staffetta), Sarajevo 1984 (39ª nella 5 km, 36ª nella 10 km, non conclude la 20 km), Calgary 1988 (32ª nella 5 km, 38ª nella 10 km, 44ª nella 20 km, 9ª nella staffetta) e Albertville 1992 (39ª nella 5 km, 29ª nella 15 km, 51ª nell'inseguimento, 11ª nella staffetta), e a quattro dei Campionati mondiali (14ª nella 10 km a Oberstdorf 1987 il miglior risultato).

## Palmarès

### Coppa del Mondo
- Miglior piazzamento in classifica generale: 20ª nel 1987
- 1 podio (individuale[2]):
  - 1 terzo posto

### Campionati canadesi
- 5 ori[1]